# Doppia immagine nello spazio
Doppia immagine nello spazio (Doppelganger, Journey to the Far Side of the Sun) è un film di fantascienza del 1969 diretto da Robert Parrish.

## Trama
Nel 2069, viaggiando attraverso il Sistema solare, la sonda automatica "Sun Probe" scopre un nuovo pianeta del sistema solare, orbitante in L3, un'orbita simmetrica ma opposta rispetto a quella terrestre e rimasto per tale ragione nascosto fino ad allora.
La notizia desta scalpore in tutto il mondo, pertanto l'Agenzia Spaziale Europea EUROSEC decide di inviare l'astronave "Phoenix" con due uomini a bordo – l'americano Glenn Ross e l'inglese John Kane – verso il pianeta.
Dopo tre settimane di viaggio, durante il quale l'equipaggio è stato mantenuto in una sorta di stasi, i due astronauti vengono risvegliati e oramai giunti a una distanza di trentaseimila miglia dall'astro, si rendono conto grazie agli strumenti di bordo, che sul pianeta ci sono atmosfera, oceani e vegetazione.
Nel tentativo di atterrare, il razzo staccatosi dall'astronave finisce in una tempesta e precipita, esplodendo.
Kane resta ucciso ma Glenn Ross, lievemente ferito, viene tratto in salvo e condotto al centro spaziale EUROSEC, dove si ritrova in presenza degli stessi uomini – a cominciare da Jason Webb – che avevano ideato e organizzato la sua missione.
L'astronauta viene sottoposto a continui interrogatori in quanto tutti vogliono sapere da lui per quali ragioni non abbia portato a termine il volo e sia invece tornato sulla Terra. 
Ma Glenn a poco a poco si convince di non essere tornato sulla Terra o, almeno non sulla sua Terra.
Ai suoi occhi tutto nel luogo dove si trova appare invertito: dalle scritte, leggibili solo se riflesse in uno specchio, agli stessi organi interni del corpo (gli abitanti hanno il cuore a destra), e anche ogni strumento elettronico è invertito. 
Unica spiegazione possibile è che quel pianeta sia una copia, esatta ma rovesciata, della Terra. 
Per dimostrare se ciò sia vero, non gli resta che recuperare l'astronave rimasta in orbita: Glenn ci prova, ma il tentativo gli costa la vita in quanto la navetta partita dalla Terra, che si è cercato di adattare dal punto di vista elettrico e meccanico, non risulta comunque compatibile con la Phoenix.
Nell'incidente, che devasta completamente la stazione spaziale, vanno distrutte tutte le prove del racconto di Glenn Ross e perdono la vita molti dei testimoni.
Decenni più tardi, un amareggiato, e ormai demente, Jason Webb è ricoverato in una casa di cura. In preda a un delirio, il vecchio vede la sua immagine riflessa in uno specchio in fondo a un corridoio dell'istituto; spingendosi avanti, con la sua sedia a rotelle, per raggiungere e toccare quello che ai suoi occhi è il suo doppio, Webb muore schiantandosi contro lo specchio.

## Critica
(Fantafilm)